# Cyklohexenon
Cyklohexenon (cyklohex-2-en-1-on) je organická sloučenina, která patří mezi ketony, konkrétně mezi enony. Jedná se o užitečný meziprodukt při syntéze různých látek jako jsou léčiva a vůně. V čisté podobě to je čirá bezbarvá kapalina, ovšem komerční produkty jsou zpravidla nažloutlé.
Průmyslově se vyrábí z fenolu Birchovou redukcí.
Běžné reakce cyklohexenonu jsou nukleofilní konjugovaná adice s organoměďnatými činidly, Michaelovy reakce a Robinsonovy anelace.

## Vlastnosti
Cyklohexen je rozpustný v mnoha rozpouštědlech jako jsou alkoholy, ethery, halogenuhlovodících, esterech a rovněž v aprotických polárních rozpouštědlech.
Cyklohexenon reaguje s ketony i alkeny. Jako typický zástupce α,β-nenasycených karbonylových sloučenin má nízkou elektronovou hustotu na uhlíkových atomech tvořících dvojnou vazbu.
Při reakci se silnými zásadami dochází k deprotonaci na čtvrtém a šestém uhlíkovém atomu.

## Výroba
Existuje několik různých způsobů výroby cyklohexenonu. V laboratořích se používá redukce 3-ethoxy-2-cyklohexen-1-onu a následně kyselá hydrolýza vzniklého produktu. Prekurzor lze získat z 1,3-cyklohexandionu, který se zase připraví z resorcinolu.
Jako výchozí surovinu lze rovněž použít anisol. Cyklohexenon se z něj získá Birchovou redukcí následovanou kyselou hydrolýzou.
Dalšími možnostmi jsou příprava z cyklohexanonu α-bromací a eliminací a rovněž z 3-chlorcyklohexenu hydrolýzou a oxidací.
Průmyslově se cyklohex-2-en-1-on vyrábí katalytickou oxidací cyklohexenu, například peroxidem vodíku za přítomnosti katalytzátorů s obsahem vanadu. Bylo vyvinuto několik, patentovaných, postupů s různými oxidačními činidly a katalyzátory.

## Použití
Cyklohexenon je látkou často používanou v organické syntéze, jelikož umožňuje mnoho způsobů rozšiřování molekul. Snadno u něj probíhá Michaelova adice s nukleofily (například enoláty či silylenolethery); lze jej rovněž zapojit do Dielsovy–Alderovy reakce s dieny s vysokou elektronovou hustotou. Též reaguje s organoměďnatými sloučeninami 1,4 adicí (Michaelovou adicí) či s Grignardovými činidly 1,2 adicí. Využívá se také při syntéze polycyklických přírodních látek.
Roku 1986 bylo náhodou zjištěno, že cyklohexenon působí jako in-vitro katalyzátor dekarboxylace alfa-aminokyselin. Japonští výzkumníci zkoumali využití ditercbutylperoxidu jako katalyzátoru dekarboxylace za použití cyklohexanolu jako rozpouštědla, ovšem zjistili, že když použili méně čistý (tedy technický, 98%) cyklohexanol, reakce probíhala asi čtyřikrát rychleji než při použití čistšího cyklohexanolu (>99,3%). Následně zjistili, že cyklohexanol obsahoval cyklohexenon jako nečistotu, která byla v technické látce přítomna ve třikrát větší koncentraci (přibližně 0,3 % oproti 0,1 %). Dalším výzkumem bylo zjištěno, že 1% roztok cyklohexenonu v cyklohexanolu dekarboxyluje většinu aminokyselin, včetně neobvyklých, s výtěžností 80-95 % během několika hodin. Výjimkami jsou například histidin, kde reakce trvala přes 26 hodin, a polyaminokyseliny, u nichž k dekarboxylaci při použití cyklohex-2-en-1-onu vůbec nedošlo a je třeba hledat jiné způsoby.